# Fiè allo Sciliar
Fiè allo Sciliar (en allemand, Völs am Schlern) est une commune italienne d'environ 3 600 habitants située dans la province autonome de Bolzano dans la région du Trentin-Haut-Adige dans le nord-est de l'Italie.

## Géographie
- Lac de Fiè

## Administration
| Période                                  | Période | Identité | Étiquette | Qualité |
| ---------------------------------------- | ------- | -------- | --------- | ------- |
|                                          |         |          |           |         |
| Les données manquantes sont à compléter. |         |          |           |         |

### Hameaux
Prato all'Isarco-Blumau, Aica di Sopra-Oberaicha, Peterbühl, S. Antonio, Fiè di Sopra, Presule, Novale di Presule, Santa Caterina, San Costantino, Umes, Aica di Sotto, Fiè di Sotto, Novale di Fiè

### Communes limitrophes
Les communes limitrophes sont  Castelrotto, Cornedo all'Isarco, Renon et Tires.